# Geomysaprinus parumpunctatus
Geomysaprinus parumpunctatus är en skalbaggsart som först beskrevs av J. L. Leconte 1859.  Geomysaprinus parumpunctatus ingår i släktet Geomysaprinus och familjen stumpbaggar. Inga underarter finns listade i Catalogue of Life.